# 花园镇 (南充市)
花园镇，是中华人民共和国四川省南充市嘉陵区曾经下辖的一个镇。2019年10月，撤销花园镇，将其所辖行政区域划归西兴街道管辖。

## 行政区划
花园镇位于南充市嘉陵区城西，东临都尉街道，南连木老乡，礼乐乡，西接双桂镇，北靠西兴街道。下辖;铧尖沟村、江家沟村、张爷庙村、染房院村、高石梯村、三清庙村、回龙铺村、龙庙山村、真武宫村、仲村沟村、大沟村、楼房嘴村。镇政府驻地燕京大道西段。
现辖以下地区：
铧尖沟村、江家沟村、张爷庙村、染房院村、高石梯村、三清庙村、回龙铺村、龙庙山村、真武宫村、仲村沟村、大沟村和楼房嘴村。